# Mugulu
Mugulu (em chinês: 木骨閭; romaniz.: Mùgǔlǘ)[a] foi o primeiro chefe tribal dos rouranos, reinando entre 308 e 316 ou cerca de 330. Segundo o Livro de Uei, foi feito escravo pelos toubas, um povo seminômade provavelmente aparentado aos xiambeis e que depois criaria a dinastia Uei do Norte (386–538). Por não se lembrar do próprio nome, seu captor o chamou de Mugalu, ou seja, careca; sua linhagem deturparia este nome como Iujiulu e utilizou-o como nome clânico. Por volta de 277, já adulto, era um liberto e serviu como cavaleiro no exército. No tempo de Mudi, foi condenado à pena capital por decapitação ao tardar a responder a seu chamado. Ciente disso, escapou e se escondeu entre o deserto e o vale, onde agrupou 100 fugitivos e se juntou a tribo hetulim. Mais adiante, gerou um filho chamado Iujiulu Chelui, que o sucedeu assim que faleceu.